# Nanosella
Nanosella (лат.) — род мельчайших жуков из семейства перокрылки (Ptiliidae), мельчайшие представители отряда жесткокрылые и одни из мельчайших насекомых в фауне России. Относится к трибе Nanosellini, включающей самых мелких жуков мировой фауны. В России представлены единственным видом Nanosella russica, впервые найденным на Дальнем Востоке на острове Русский (Приморский край). Род был выделен российским энтомологом Виктором Ивановичем Мочульским.

## Распространение
Северная, Центральная и Южная Америка, Дальний Восток России.

## Описание
Длина тела от 0,25 (Nanosella fungi) до 0,5 мм. Тело вытянутое, овально-цилиндрическое; коричневого цвета; боковые края проторокса наиболее широки у своего заднего края. Глаза состоят примерно из 40 омматидиев. Антенны 10-члениковые. Формула щетинок ментума — 2+2+1. Жуки обитают в споровместилищах трутовых грибов, в том числе на Trametes sp., Skeletocutis amorpha, Trichaptum biforme (на ольхе), Coriolopsis trogii (на дубе).
- Nanosella russica — Россия, остров Русский (Приморский край)
- Nanosella fungi (LeConte, 1863) — США typus
- Nanosella atrocephalus Dury, 1916[6]
- Nanosella biclavatus (Friedenreich, 1883)
  - = Mycophagus biclavatus Friedenreich, 1883
- Nanosella matthewsi Barber, 1924[7]
- Nanosella panamensis (Barber, 1924)
  - = Mycophagus panamensis Barber, 1924[7]
- Nanosella robustus (Barber, 1924)
  - = Mycophagus robustus Barber, 1924[7]